# Daniel Zorzetto
Pour les articles homonymes, voir Zorzetto.
Daniel Zorzetto est un footballeur puis entraîneur français né le 3 décembre 1953 à Paris. Il joue au poste de défenseur droit du début des années 1970 à la fin des années 1980.
Formé à la VGA Saint-Maur, il évolue dans sept clubs différents durant sa carrière. Il remporte la Coupe de France en 1980 avec l'AS Monaco.
Il devient ensuite entraîneur et dirige le FC Rouen, l'AS Beauvais ainsi que le centre de formation de l'ES Troyes AC.

## Biographie

### Joueur
Daniel Zorzetto commence le football à la VGA Saint-Maur à l'âge de sept ans, puis rejoint en 1971 le Paris SG. Il dispute seize rencontres en division 3 et devient international junior. Il dispute en fin de saison avec les jeunes Français le championnat d'Europe junior en Espagne. À la suite de la scission Paris SG - Paris FC, il continue sa carrière au sein du Paris FC jusqu'en 1974. Il débute en 1972 en première division et dispute en deux saisons vingt-neuf rencontres à ce niveau. Le PFC termine 19e du championnat en 1974 et se retrouve relégué en division 2.
Il quitte alors le club et, à l'initiative d'Antoine Dalla Cieca son entraîneur au PFC, il signe pour la saison 1974-1975 avec le Troyes Aube Football. Titulaire au poste d'arrière droit, il dispute quatre saisons dans le club troyen. Pour Daniel Zorzetto, « ce sont les plus belles années de [sa] carrière ». Ses performances en club lui ouvrent les portes de l'équipe de France espoirs. Le sélectionneur Henri Guérin l'appelle pour une rencontre disputée le 8 septembre 1974 à Besançon, face à la Pologne. Les « Bleuets » emportent la rencontre sur le score de trois à un. En juin 1976, il dispute toujours avec les espoirs français le Tournoi de Toulon. Les Bleuets s'inclinent en finale trois à deux face à la Bulgarie. En février 1977, il est appelé par Henri Guérin en équipe de France B pour une rencontre face à la RFA B. Dans ce match disputé à Orléans, les Français l'emportent un à zéro sur un but marqué par Alain Giresse. Après cinq ans en division 1, le club troyen est relégué en division 2 en 1977-1978.
Daniel Zorzetto s'engage pour la saison 1978-1979 avec l'AS Monaco sur les conseils de Marcel Artelesa et s'impose comme titulaire. Il connaît lors de sa seconde année au club une grosse blessure qui ne lui fait disputer que huit rencontres de championnat, et il perd sa place au profil de Claude Puel. En fin de saison, il est cependant titulaire pour disputer la finale de la Coupe de France. Les Monégasques remportent le trophée en battant l'US Orléans sur le score de trois à un.
Après trois ans dans le club monégasque, il rejoint en 1981 le Montpellier PSC qui vient de monter en division 1. Le club redescend aussitôt et après une saison supplémentaire en division 2, Daniel Zozetto signe au Stade de Reims. En 1985, il dispute une saison à l'AS Beauvais puis il rejoint le FC Rouen en division 3. Il termine sa carrière professionnelle sur une montée en division 2, le club rouennais terminant deuxième de son groupe derrière la réserve du Paris SG.

### Entraîneur
Daniel Zorzetto devient entraîneur de l'équipe réserve du FC Rouen dès la saison 1987 et occupe ce poste jusqu'en 1990. Il succède à la 15e journée de la saison 1990-1991 de division 2 à Pierre Garcia alors que le club est dernier du championnat. Il parvient à sauver le club grâce à une très belle seconde partie du championnat qui voit le club échouer à un point d'une place de barragiste. En 1992-1993, les Rouennais sont en tête du championnat jusqu'à mi-saison. À la suite des blessures de leurs gardiens dans un match de Coupe de France, les Rouennais ne finissent la saison qu'à la troisième place et doivent passer par les barrages d'accession. Le FCR s’incline à ce stade deux à un face à l'AS Cannes. La saison suivante, le club se retrouve dans les dernières positions du championnat et Daniel Zorzetto en conflit avec son président démissionne de son poste en janvier 1994.
En juin 1994, il prend en charge l'AS Beauvais en division 2 succédant ainsi à Vahid Halilhodžić. Il est démis de ses fonctions à la tête de l'équipe première en avril 1995 alors que le club est en position de relégable et est remplacé par Patrick Remy. Il prend alors en charge les moins de quinze ans du club beauvaisien. En novembre 1996, il revient à la tête de l'ASB après quatorze journées de championnat et succède à Patrick Remy. Le club réussit sous ses ordres à rester invaincu lors des vingt-trois dernières rencontres de la saison et termine 7e ratant l'accession en division 1 de quelques points. La saison suivante est plus difficile et le club reste en division 2 grâce à un match nul obtenu sur la pelouse du Nîmes Olympique lors de la dernière journée. En 1998-1999, le club ne réussit pas la même performance et se retrouve relégué en National après avoir terminé dernier du championnat.
Remercié par l'AS Beauvais, Daniel Zorzetto rejoint alors l'ES Troyes AC et devient directeur du centre de formation. Responsable des moins de dix-sept ans de 1999 à 2002 puis de 18 ans de 2002 à 2004, il forme des joueurs comme Karim Ziani, Damien Perquis, ou Blaise Matuidi. En fin de saison 2004, les dirigeants lui indiquent qu'il n’est pas conservé et il quitte alors le club.
Il rejoint alors, en octobre 2004, l'ASF Andrézieux qui évolue en CFA2 et succède à Hervé Didier. Le club termine 3e de son groupe en fin de saison et accède ainsi au CFA. Le club ne reste cependant qu'une saison à ce niveau et redescend en 2006 en CFA2. La saison suivante, Daniel Zorzetto parvient à faire remonter le club en CFA en remportant le groupe C de CFA2 avec la meilleure défense et la deuxième meilleure attaque. Il quitte cependant le club en fin de saison à la suite de désaccords avec ses dirigeants. En juin 2008, il prend en main le RCS La Chapelle en division d'honneur avec pour objectif la reconstruction du club. Après trois ans au RCSC, Daniel Zorzetto quitte le club et rejoint en juin 2011 l'US Feurs en CFA 2 où il succède au poste d'entraîneur à Hervé Revelli. Il ne reste qu'une seule saison au sein du club forézien qui termine à la 8e place après avoir n'assurer son maintien qu'à l'avant-dernière journée. En 2012, il s'engage en tant que manager du FC Haut du Lyonnais en division d'excellence du Rhône. Après avoir permis au club lyonnais de retrouver la promotion d'honneur, il revient en Champagne l'année suivante et accepte un poste d'entraîneur en U17 à l'Association Sainte-Savine/Rivière-de-Corps (ASSRC).

## Palmarès
Daniel Zorzetto dispute 246 rencontres pour 5 buts marqués en division 1 et 104 rencontres pour 2 buts marqués en division 2. Il remporte en 1980 la Coupe de France avec l'AS Monaco.
Il compte une sélection en équipe de France B et, avec les espoirs il termine deuxième du Tournoi de Toulon en 1976.
Comme entraîneur, il est vainqueur du CFA2 groupe C en 2007 avec l'ASF Andrézieux.

## Statistiques
Le tableau ci-dessous résume les statistiques en match officiel de Daniel Zorzetto durant sa carrière de joueur professionnel,.
| Saison                | Club                  | Championnat           | Championnat | Championnat | Coupe(s) nationale(s) | Coupe(s) nationale(s) | Compétition(s) continentale(s) | Compétition(s) continentale(s) | Compétition(s) continentale(s) | Sélection | Sélection | Sélection | Total | Total |
| Saison                | Club                  | Division              | M.          | B.          | M.                    | B.                    | Comp.                          | M.                             | B.                             | Équipe    | M.        | B.        | M.    | B.    |
| 1972-1973             | Paris FC              | Division 1            | 5           | 0           | -                     | -                     | -                              | -                              | -                              | -         | -         | -         | 5     | 0     |
| 1973-1974             | Paris FC              | Division 1            | 21          | 0           | 1                     | 0                     | -                              | -                              | -                              | -         | -         | -         | 22    | 0     |
| 1974-1975             | Troyes AF             | Division 1            | 37          | 1           | 5                     | 0                     | -                              | -                              | -                              | -         | -         | -         | 42    | 1     |
| 1975-1976             | Troyes AF             | Division 1            | 15          | 0           | 3                     | 0                     | -                              | -                              | -                              | -         | -         | -         | 18    | 0     |
| 1976-1977             | Troyes AF             | Division 1            | 35          | 3           | 3                     | 0                     | -                              | -                              | -                              | France B  | 1         | 0         | 39    | 3     |
| 1977-1978             | Troyes AF             | Division 1            | 36          | 1           | 3                     | 0                     | -                              | -                              | -                              | -         | -         | -         | 39    | 1     |
| 1978-1979             | AS Monaco             | Division 1            | 35          | 0           | 5                     | 0                     | C1                             | 4                              | 1                              | -         | -         | -         | 44    | 1     |
| 1979-1980             | AS Monaco             | Division 1            | 8           | 0           | 5                     | 0                     | -                              | -                              | -                              | -         | -         | -         | 13    | 0     |
| 1980-1981             | AS Monaco             | Division 1            | 33          | 0           | 5                     | 0                     | C2                             | 2                              | 0                              | -         | -         | -         | 40    | 0     |
| 1981-1982             | Montpellier PSC       | Division 1            | 21          | 0           | 1                     | 0                     | -                              | -                              | -                              | -         | -         | -         | 22    | 0     |
| 1982-1983             | Montpellier PSC       | Division 2            | 29          | 0           | -                     | -                     | -                              | -                              | -                              | -         | -         | -         | 29    | 0     |
| 1983-1984             | Stade de Reims        | Division 2            | 25          | 0           | 2                     | 0                     | -                              | -                              | -                              | -         | -         | -         | 27    | 0     |
| 1984-1985             | Stade de Reims        | Division 2            | 23          | 2           | -                     | -                     | -                              | -                              | -                              | -         | -         | -         | 23    | 2     |
| 1985-1986             | AS Beauvais-Marissel  | Division 2            | 27          | 0           | 3                     | 0                     | -                              | -                              | -                              | -         | -         | -         | 30    | 0     |
| 1986-1987             | FC Rouen              | Division 3            | 27          | 1           | 3                     | 0                     | -                              | -                              | -                              | -         | -         | -         | 30    | 1     |
| Total sur la carrière | Total sur la carrière | Total sur la carrière | 377         | 8           | 39                    | 0                     | -                              | 6                              | 1                              | -         | 1         | 0         | 423   | 9     |